# T
La t (en mayúscula T, nombre te, plural tes) es la vigesimoprimera letra y la decimoséptima consonante del alfabeto español, y la vigésima letra del alfabeto latino básico.
En español representa un sonido consonante obstruyente, oclusivo, dental y sordo.

## Historia
| Jeroglífico egipcio (aspa) | Proto-Semítico T | Fenicio e | Griego Tau | Etrusco T | Latín T |
| -------------------------- | ---------------- | --------- | ---------- | --------- | ------- |
|                            |                  |           |            |           |         |

El nombre tau hebreo recordaba la idea de la cruz, cuya forma, efectivamente, es  la representación de letra en antiguas medallas de los judíos. La T es de articulación fuerte, sorda, momentánea o explosiva, que corresponde a la débil o sonora d, la cual puede ser también a la vez lingual y dental. La afinidad natural que existe entre las dos letras explica la recíproca sustitución de las mismas. En algunos manuscritos se halla a veces set por «sed», quot por «quod», haut por «haud», adque por atque. El tu del latín tiene por equivalente el du del alemán, mientras que Gott y Tag de esta última lengua han formado god y day en inglés. Los alemanes han escrito su propio nombre nacional sucesivamente Teutsch y Deutsch.
En el griego cadmeo, la T se confunde con la M, pero en las formas eolodórica y ática vuelve a tomar la figura de T, en todo semejante a la latina clásica, medieval, y en la propia de todas las lenguas neolatinas. El alfabeto etrusco vuelve a ofrecer variedades muy diversas de T (desde la M hasta x, y, ๅ), y en sus coetáneas el ibérico y turdetano privan las dos formas x y M. En la epigrafía latina clásica, la T del alfabeto romano adquiere la forma usada aún en los tipos corrientes en todas las lenguas neolatinas. Otra forma de utilizar la T es por códigos.

## Pronunciación
La T es consonante dental oclusiva sorda. Se articula apoyando fuertemente la punta de la lengua contra la cara interna de los dientes superiores, y manteniendo muy poco abiertos los maxilares, de manera que la lengua toca también con la punta los dientes inferiores. Los lados de la lengua tocan la cara interna de los molares superiores y cierran por allí el paso al aire.
En medio de sus características generales, la T, como las demás consonantes plosivas, ofrece una intensidad articulatoria diferente según el lugar que ocupa dentro de la palabra. Así, la T es producida con más fuerza en posición inicial absoluta de palabra y al principio de sílaba precedida de otra consonante que no lo es cuando se encuentra situada entre dos vocales. La T en: tiempo, temible, toma, arte, partido, contra, etc., posee una intensidad de articulación mayor que en vocablos como: pato y pito. 
Este aflojamiento en la intensidad de la articulación de T entre dos vocales, explicable por el carácter abierto de dichos sonidos, es el que explica también por qué la T, en la posición dicha, manifiesta una etapa de evolución histórica más pronunciada que en otras. Así, tenemos que la T del latín, en posición intervocálica, no se conserva como t, como ocurre en la posición inicial (tempus da tiempo, tantum da tan, timere da temer, etc.), sino que a través de modalidades fonéticas sucesivas se convierte en d en castellano (pratum da prado, acutum da agudo, amatum da amado, etc.), y, en algunos idiomas, por ejemplo en el francés, llega incluso a desaparecer completamente (rotam da en español rueda, en francés roue; setam da en español seda, en francés soie, etc.).
Se ha dicho que la T es un fonema de articulación post-dental. Ello, como cosa general, y en particular para el español. Porque es innegable que en algunos idiomas dicha consonante asume un carácter de articulación pronunciada más hacia dentro de la cavidad bucal, de modalidad alveolar y a veces prepaladial, lo que explica que la emisión de la consonante vaya seguida de una especie de desgaje espiratorio representable por una h aspirada. Nótese que esto no es lo normal en las lenguas neolatinas. Como fenómeno peculiar de éstas, sobre todo en sus representantes el francés y el español, consígnese la pérdida de la t cuando originariamente forma grupo con r. La observación de ejemplos típicos, como patrem, matren, fratrem, petram, etc., en sus reflejos padre (de páere), madre (de mare), y en francés père, mère, frère, pierre, ilustran suficientemente el caso. 
Indiquemos, finalmente, el resultado actual de la ch española, procedente del grupo ct evolucionado (factum da hecho, lactem da leche, lectum da lecho, noctem da noche, etc.), que el francés nos ofrece en una etapa al parecer todavía retrasada.

## Representaciones alternativas
En alfabeto fonético aeronáutico se le asigna la palabra Tango.
En código Morse es: « - »

Banderas de señales
Alfabeto semáforo
Lectura Braille
Alfabeto manual